# Мала Брда
Мала Брда (словен. Mala Brda) — поселення в общині Постойна, Регіон Нотрансько-крашка, Словенія. Висота над рівнем моря: 572,6 м.